# یواس‌ان‌اس کیسکا (تی-ای‌یی-۳۵)
یواس‌ان‌اس کیسکا (تی-ای‌یی-۳۵) (به انگلیسی: USNS Kiska (T-AE-35)) یک کشتی است که طول آن 564 feet می‌باشد. این کشتی در سال ۱۹۷۲ ساخته شد.